# Мванганги, Джон
Джон Нзау Мванганги — кенийский легкоатлет,  бегун на длинные дистанции.

## Достижения
Серебряный призёр чемпионата Африки среди юниоров 2009 года в беге на 5000 метров. В 2010 году стал победителем 10-мильного пробега Dam tot Damloop. Бронзовый призёр полумарафона CPC Loop Den Haag 2010 года с результатом 59.56. Победитель чемпионата Африки по кроссу 2011 года. В этом же году стал серебряным призёром Лиссабонского марафона и занял 3-е место на 15-километровом Монтферландском пробеге.
14 апреля 2013 года занял 5-е место на Роттердамском марафоне с результатом — 2:09.32. 4 мая 2014 года занял 6-е место на Гамбургском марафоне с результатом 2:08.06. 21 сентября стал победителем пробега Dam tot Damloop.
19 октября занял 3-е место на Амстердамском марафоне — 2:07.28.
Сезон 2015 года начал с участия в пробеге World's Best 10K, на котором он финишировал на 2-м месте с результатом 28.52.
15 ноября 2015 года стал победителем марафона в Валенсии, показав время 2:06.13.